# FTSE Italia Mid Cap
El FTSE Italia Mid Cap es un índice bursátil de la Borsa Italiana, la principal bolsa de valores de Italia. Es uno de los índices de la FTSE Italia Index Series.

## Componentes
El índice consiste en 60 valores listados. La última revisión fue efectiva desde el 6 de junio de 2010.
| Empresa                             | ICB Sector                 |
| ----------------------------------- | -------------------------- |
| Acea                                | Diversificado              |
| Amplifon                            | Equipos médicos            |
| Ascopiave                           | Petróleo & Gas             |
| Astaldi                             | Construcción               |
| Autostrada To-Mi                    | Servicios de transportes   |
| Banca Generali                      | Banca                      |
| Banca Carige                        | Banca                      |
| Banca Popolare di Sondrio           | Banca                      |
| Banca Popolare di Desio e Brianza   | Banca                      |
| Beni Stabili                        | Inmobiliaria               |
| Brembo                              | Automoción                 |
| Cairo Communication                 | Medios                     |
| Camfin                              | Holding                    |
| Cattolica Assicurazioni             | Seguros                    |
| Cementir Holding                    | Construcción & Materiales  |
| CIR - Compagnie Industriali Riunite | Holding                    |
| Cofide Spa                          | Holding                    |
| Credem                              | Banca                      |
| Credito Artigiano                   | Banca                      |
| Credito Valtellinese                | Banca                      |
| Danieli & C.                        | Ingeniería industrial      |
| Datalogic                           | Software                   |
| De Longhi                           | Bienes del hogar           |
| Dea Capital                         | Financiera                 |
| Edison                              | Energía                    |
| Ei Tower                            |                            |
| Engineering                         | Software                   |
| ERG                                 | Petróleo & Gas             |
| Falck Renewables                    | Energía                    |
| Fondiaria-SAI                       | Seguros                    |
| Gemina                              | Holding                    |
| Geox                                | Textil                     |
| Gruppo Editoriale L'Espresso        | Medios                     |
| Hera                                | Diversificado              |
| I.M.A.                              |                            |
| Indesit Company                     | Bienes del hogar           |
| Interpump Group                     | Ingeniería industrial      |
| Iren                                | Diversificado              |
| Italcementi                         | Materiales de construcción |
| Italmobiliare                       | Inmobiliaria               |
| Maire Technimont                    | Ingeniería                 |
| Marr                                | Alimentación               |
| Milano Assicurazioni                | Seguros                    |
| Mondadori                           | Editorial                  |
| Nice                                | Bienes del hogar           |
| Piaggio                             | Automoción                 |
| RCS Mediagroup                      | Editorial                  |
| Recordati                           | Farmacéutica               |
| Safilo Group                        | Textil                     |
| Saras                               | Equipos petrolíferos       |
| SAVE                                | Aeropuertos                |
| Sias                                | Servicios de transportes   |
| Sogefi                              | Automoción                 |
| Sorin                               | Salud                      |
| Telecom Italia Media                | Medios                     |
| Trevi Finanziaria Industriale       | Construcción               |
| Unipol                              | Seguros                    |
| Vittoria Assicurazioni              | Seguros                    |
| Yoox                                | Venta minorista            |
| Zignago Vetro                       | Contenedores & empaquetado |